# Euparkeriidae
Euparkeriidae – rodzina niewielkich drapieżnych bazalnych archozauromorfów z kladu Archosauriformes. Jej przedstawiciele żyli od wczesnego do środkowego triasu (anizyk). Ich skamieniałości zostały odnalezione w południowej Afryce, Polsce i Rosji. W przeciwieństwie do siostrzanej rodziny Erythrosuchidae przedstawiciele Euparkeriidae byli niewielcy, smukli i prawdopodobnie poruszali się na dwóch nogach.
Nazwa rodziny pochodzi od euparkerii – typowego i najlepiej poznanego rodzaju. Pozostałe rodzaje, prawdopodobnie wchodzące w skład Euparkeriidae to Dorosuchus, Halazaisuchus, Osmolskina, Wangisuchus i Xilousuchus. Rodzinę Euparkeriidae jako pierwszy wyróżnił w 1920 niemiecki paleontolog Friedrich von Huene – zaklasyfikował ją do grupy Pseudosuchia. Obecne analizy wskazują jednak przynależność Euparkeriidae do Archosauriformes. Euparkeriidae są prawdopodobnie blisko spokrewnione z przodkiem Crurotarsi i Ornithodira.

## Klasyfikacja
- Infragromada Archosauromorpha
  - Takson Archosauriformes
    - Takson Archosauria
    - Rodzina Erythrosuchidae
    - Rodzina Proterochampsidae
    - Rodzina Proterosuchidae
    - Rodzina EUPARKERIIDAE
      - Rodzaj Euparkeria
      - ?Rodzaj Dorosuchus
      - ?Rodzaj Halazaisuchus
      - ?Rodzaj Osmolskina
      - ?Rodzaj Wangisuchus
      - ?Rodzaj Xilousuchus